# John Carmichael (3. hrabia Hyndford)
John Carmichael (ur. 15 marca 1701, zm. 19 lipca 1767) – szkocki arystokrata (3. hrabia Hyndford) i dyplomata.

## Życiorys
Tytuł earla (hrabiego) uzyskał w roku 1737. Od roku 1739 był jednym ze szkockich parów w brytyjskiej Izbie Lordów, a także szeryfem (sheriff) miasta Lanark od tego samego roku. W latach 1764–1767 był wiceadmirałem Szkocji.
Był brytyjskim ambasadorem w Prusach (1741–1742), Rosji (1744–1749) i Austrii (1752–1764).
W czerwcu 1742 podpisano przy nim preliminaria pokoju wrocławskiego